# Google Pixel Watch

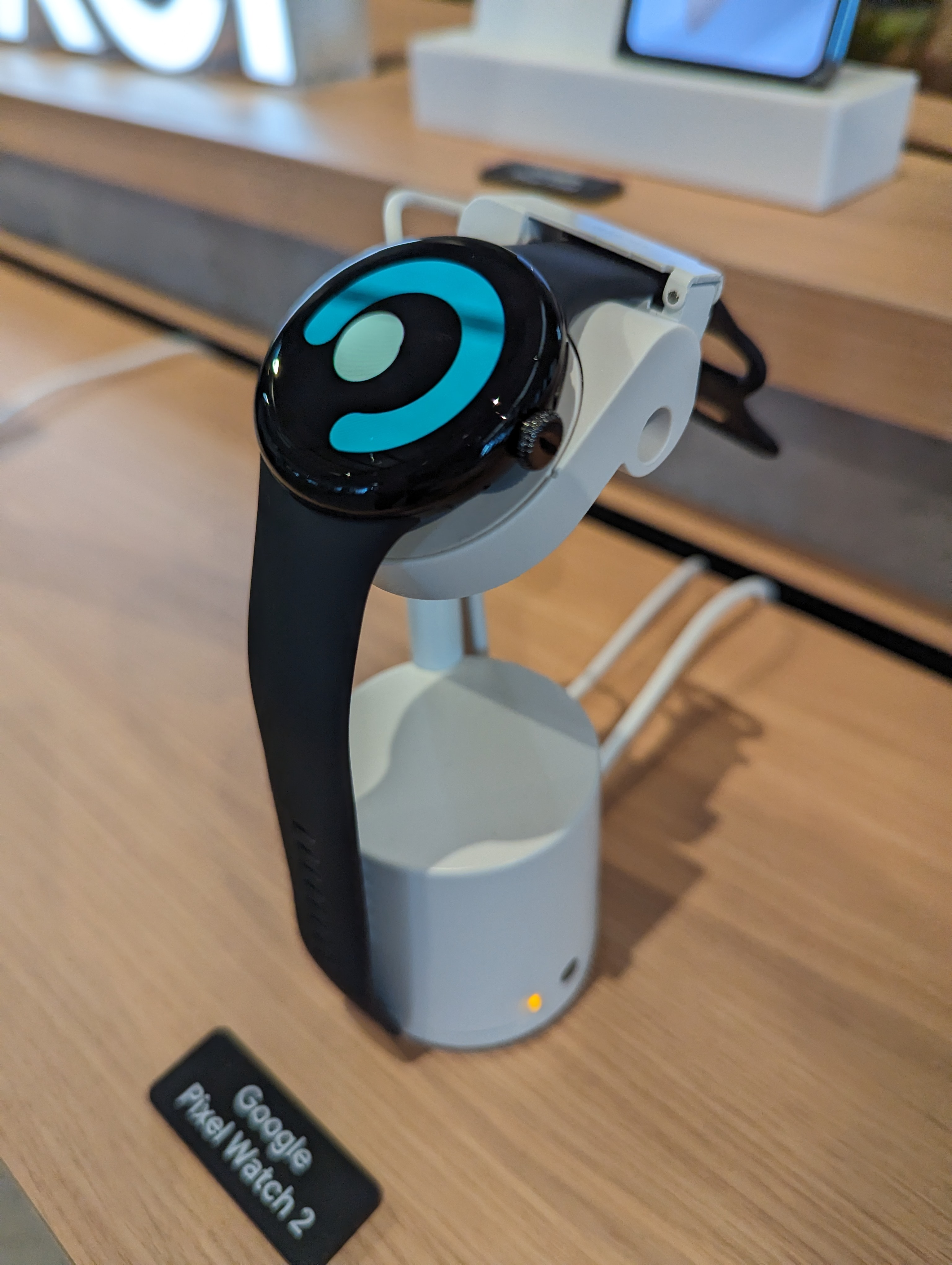
Pixel Watch 2

Pixel Watch是一款Wear OS 智能手錶，由Google設計、開發和銷售，是Google Pixel產品線的一部分。它於2022年5月在2022年Google I/O主題演講中進行了預告，並於2022年10月6日在Google I/O的年度活動中宣布。
手錶於2022年10月6日預購，2022年10月13日正式發售。

## 歷史
據報導，2016 年 7 月，Google正在開發兩款智能手錶，代號為Swordfish和Angelfish，搭載Android Wear操作系統，預計將以Nexus品牌發布。據商業內幕報導，由於 Google 硬件主管 Rick Osterloh 擔心它們與公司的新Pixel設備不能很好地配搭，這些手錶在 2016 年Made by Google發布活動之前被取消 Android Wear 於 2018 年 3 月更名為 Wear OS。 8 月，Wear OS 工程總監 Miles Barr 消除了有關該公司計劃在當年發布 Pixel 品牌智能手錶的傳聞。
2019 年 1 月，智能手錶製造商Fossil Group同意以4000萬美元的價格將其部分智能手錶技術知識產權出售給Google，並將其部分研發團隊轉讓給Google。11 月，Google宣布將以21億美元收購智能手錶和健身追踪器製造商Fitbit ，Osterloh 表示這將為Google開發的可穿戴設備鋪平道路。 經過美國司法部的長期調查，此次收購於 2021 年 1 月完成，Fitbit 併入Google的硬件部門。Fitbit 聯合創始人詹姆斯帕克隨後被任命為Google可穿戴設備部門的負責人。在 5 月的 2021 年Google I/O主題演講中，Google發布了 Wear OS 3，這是與三星和 Fitbit共同開發的 Wear OS 版本，它融合了前者的Tizen操作系統的元素。
10 月，Osterloh 透露，Google和 Fitbit 正在開發基於 Wear OS 的智能手錶。兩個月後，商業內幕報導稱，一款代號為Rohan的 Pixel 品牌智能手錶計劃於 2022 年發布，採用圓形無邊框設計，與 Fitbit 集成，專有錶帶和健康追踪能力。該月出土的證據表明，這款手錶將由三星的Exynos 片上系統(SoC) 或Google自己的Tensor芯片供電，後者最近在該公司的Pixel 6智能手機系列中首次亮相。 2022 年 4 月，Fitbit類別在Google 在線商店更名為手錶，為即將推出的 Pixel Watch 做準備。同月，Google向美國專利商標局申請了Pixel Watch名稱的，而智能手錶的三個型號獲得了藍牙特別興趣小組的批准。在美國的一家餐館也發現了 Pixel Watch 的原型。
Osterloh 於 5 月 11 日在 2022 年 Google I/O 主題演講中發布了 Pixel Watch 的預覽版。在接受CNET採訪時，Park 表示沒有關閉 Fitbit 的計劃，並補充說Google Fit應用程序將與 Fitbit 在 Pixel Watch 上共存。Google CEOSundar Pichai於 9 月在 Code 2022 會議上接受采訪時佩戴 Pixel Watch。Google 於 10 月 6 日在一年一度的 Made by Google 活動上正式宣布了 Pixel Watch。它於同一天開始接受預訂，並於 10 月 13 日在九個國家/地區上市。當被問及為何Google等了這麼久才推出這款設備時，Osterloh 稱他們收購 Fitbit 及其健康平台是說服Google為 Pixel Watch 開綠燈的主要因素，並補充說該公司致力於第一方可穿戴設備。